# قطن‌آباد
قطن‌آباد ، روستایی از توابع بخش مرکزی شهرستان نیشابور در استان خراسان رضوی ایران است. این روستا مرکز دهستان مازول است.

## جمعیت
این روستا در دهستان مازول قرار دارد و براساس سرشماری مرکز آمار ایران در سال ۱۳۸۵، جمعیت آن ۱٬۳۵۲ نفر (۳۴۷خانوار) بوده‌است.